# جي أم أل (لغة برمجة)
جي أم‌ أل أو GML (بالإنجليزية: Game Maker Language)‏ هي لغة برمجة تستعمل في برنامج جيم ميكر (GameMaker) تم إنشائها من طرف مارك أوفرمارس. وهي مستوحات من لغة سي++ مع تأثيرات من لغة دلفي. تعتبر لغة GML نسخة مبسطة للغاية حيث تتكون من نوعين من البيانات فقط (الحقيقية والمتسلسلة)، إذ ليس لديها إمكانية خلق أنواع جديدة.
التعامل مع الجداول البرمجية وهياكل البيانات الأخرى سهل. تستخدم اللغة «مكتبة قياسية» وهي مجموعة كاملة نسبيا من التطبيقات المفيد في صناعة ألعاب الفيديو: لها وظائفها مختلفة تشمل عدة جوانب كالتلاعب بالأصوات، والصور، والعرض، ووظائف حسابية للرسم...

## أمثلة
- مثال لطباعة برنامج أهلا بالعالم:

```
show_message("Hello World!");
```

- مثال عن متغير:

```
var string, ime, godina;
ime = "Filip";
godina = 1;
godina += 62 + 1;
string = "Pozdrav " + ime + " ,ti imas " + age + " godina.";
```

- مثال عن الدالة if

```
if (health <= 0) {game_end();}
```

## وصلات خارجية
- الصفحة الرئيسية ل Game Maker